# Прип Андреасен, Лоука
Лоука Даниэль Прип Андерсен (дат. Louka Daniel Prip Andreasen; род. 29 июня 1997, Видовре, Копенгаген) — датский футболист, вингер клуба «Коньяспор».

## Клубная карьера
Прип — воспитанник клубов Аварта, «Брондбю» и «Видовре». В 2015 году он дебютировал за основной состав последних. В начале 2019 года Прип перешёл в «Хорсенс». 10 февраля в матче против «Хобро» он дебютировал в датской Суперлиге. 28 апреля в поединке против «Орхуса» Лоука забил свой первый гол за «Хорсенс». Летом 2021 года Прип перешёл в «Ольборг». 18 июля в матче против «Копенгагена» он дебютировал за новую команду. В этом же поединке Лоука забил свой первый гол за «Ольборг».
Летом 2023 года Прип перешёл турецкий «Коньяспор». 25 августа в матче против «Газиантепа» он дебютировал в турецкой Суперлиге. 8 октября в поединке против «Хатайспора» Лоука забил свой первый гол за «Коньяспор».